# Рабдоміоліз
Рабдоміоліз — клініко-лабораторний синдром, що виникає внаслідок пошкодження скелетних м'язів із вивільненням клітинного вмісту міоцитів у плазму. При рабдоміолізі в системний кровоплин надходить велика кількість внутрішньоклітинних речовин (міоглобін, лізосомні та мітохондрійні ферменти, гістамін, серотонін, оліго- та поліпептиди) з розвитком ендотоксикозу. Надходження до загального кровоплину продуктів руйнування м'язів призводить до розвитку поліорганних порушень і серйозних порушень гомеостазу, часто із загрозою для життя хворого. Переміщення рідини до пошкоджених міоцитів призводить, з одного боку, до гіповолемії, а з іншого — до синдрому фасційних просторів, і здатне погіршити м'язові пошкодження.

## Етіологія
Причини рабдоміолізу поділяються на травматичні та нетравматичні. До травматичних причин належить синдром тривалого стиснення, синдром позиційної ішемії, судоми, значне фізичне навантаження. До нетравматичних причин належать м'язові дистрофії, електролітні пошурення (гіпокаліємія), запальні хвороби м'язів (дерматоміозит, поліміозит) і різноманітні системні інфекції (легіонельоз, лептоспіроз, грип та ін.).

## Патогенез
Патогенез пошкодження міоцитів полягає в зниженні їхнього кровопостачання з розвитком ішемії або в порушенні їхнього метаболізму з недостанім енергоутворенням (алкоголь, численні медикаменти).

## Патоморфологія
Морфологічно рабдоміоліз проявляється дистрофічними, дегенеративними та некротичними змінами скелетних м'язів. Перші морфологічні прояви представляють собою місцеві запальні зміни і з'являються вже через одну годину ішемії. Вираженість цих змін зростає через 3-4 години.
Мікроскопічно рабдоміоліз характеризується різким повнокрів'ям, сладжуванням еритроцитів і свіжим тромбоутворенням у мікроциркуляторному руслі на тлі набряку перимізію та запальної інфільтрації. Повсюдно визначаються вогнища коагуляційного некрозу, набряк, розпад і гомогенізація м'язових волокон аж до повного зникнення фібрилярних структур

## Діагностика
Найбільш раннім маркером руйнування м'язових клітин є підвищення рівня міоглобіну в крові, що в нормі становить 7—85 нг/мл. Ступінь підвищення рівня міоглобіну крові дає змогу оцінити обширність руйнування м'язової тканини, динаміку процесу й ефективність лікувальних заходів. Перевага міоглобіну як маркера ендотоксикозу над іншими показниками полягає в доступності його кількісного визначення з високою достовірністю.

## Лікування
Лікування рабдоміолізу передбачає комплекс заходів загальної, а за необхідності — і місцевої терапії. Загальнотерапевтичні заходи передбачають запобігання та лікування гіповолемії за допомогою інфузійної терапії сольовими розчинами, що поліпшує перфузію в нирках і м'язах. Підтримання нормального ОЦК вважається найважливішим аспектом у лікуванні хворих рабдоміолізом. Водне навантаження та стимуляція діурезу манітолом пришвидшує елімінацію токсичних продуктів міолізу, що є іншим важливим напрямком у лікуванні таких хворих.
Оптимальним методом видалення міоглобіну з крові вважається гемофільтрація. Додання до програми лікування гемодіалізу для видалення токсичних метаболітів, азотистих шлаків, калію та ультрафільтрації для видалення рідини, стає обов'язковим при розвитку гострого пошкодження нирок.

## Прогноз
Прогноз захворювання залежить від етіології рабдоміолізу та наявності/відсутності ускладнень. Смертність при рабдоміолізі, ускладненому гострим пошкодженням нирок, може становити 20%. Необхідінсть переведення до відділення інтенсивної терапії пов'язують із показником смертності 22% за відсутності гострого пошкодження нирок, та 59% при розвитку гострого пошкодження нирок. У більшості хворих, в яких розвинулось гостре пошкодження нирок унаслідок рабдоміолізу, повністю відновлюється функція нирок.